# 崑崙基地
崑崙基地（こんろんきち、簡体字: 昆仑站、繁体字: 崑崙站、英文表記: Antarctic Kunlun Station）とは、中華人民共和国国家海洋極地考察事務所によって作られた南極観測基地。南緯80度25分01秒 東経77度06分58秒 / 南緯80.41694度 東経77.11611度のドームA最高点より南西に7.2km程進んだ位置に所在する。また、基地の標高は4,087mで、これは南極観測基地として世界6位、基地自体は夏期のみの利用ではあるものの有人の南極観測基地としては第1位の高さに所在する。

## 構造
広さ236平方メートルの基地で鋼製であり、先述の通りの夏期のみ利用される基地である。そして、15人から20人程の学者がここに滞在する。また、2009年1月中旬に長さ600m、幅50mの滑走路が落成した。
中国の第25次南極観測隊の主任、楊恵根は氷河学、大気科学、天文学を合わせた空間物理学を用いてこの基地を検証し、この基地が夏の気候を元に作られており、越冬に向かない事を発表した。この当時既に宿舎、医務室、厨房、浴室、便所、汚水処理施設、発電室、ボイラー室、酸素製造室等、合計11の工程が出来ていた。また、構造上、自然環境保護により向いている構造が見つかったので、外部からその構造をも取り入れ基地が完成した。
この基地は総和で面積558.56平方メートルであり、清華大学建築設計研究院により設計された。今後の目標としては、3年から5年後に24人の学者の駐在を可能にし、また、冬期駐在も可能にする計画がある。これらが終わった後には天体観測やドームA附近の地質調査を始める予定である。

## 歴史
2008年10月18日に名称が発表され、2009年1月27日に落成した。2月2日の日本時間14時25分、基地の利用が開始された。この時の式典では中山基地と衛星電話をして、中国国家海洋局の陳連増が中国政府に使用開始を申し上げた。